# Ivan Yushkov
Pour les articles homonymes, voir Iouchkov.
Ivan Yushkov (en russe : Иван Викторович Юшков, Ivan Viktorovitch Iouchkov), né le 15 janvier 1981 à Novossibirsk, en RSFS de Russie (Union soviétique) est un athlète russe, spécialiste du lancer du poids.

## Dopage
Le 24 mai 2016, Yushkov figure sur la liste des 31 athlètes contrôlés positifs à la suite du reteste des échantillons des Jeux olympiques de Pékin de 2008 où il s'était classé 10e. Par conséquent, si l'échantillon B (qui sera testé en juin) s'avère positif, l'athlète sera disqualifié. Le CIO confirme sa disqualification en août 2016.

### Palmarès
| Date | Compétition                         | Lieu              | Résultat | Performance |
| ---- | ----------------------------------- | ----------------- | -------- | ----------- |
| 2000 | Championnats du monde juniors       | Santiago du Chili | 2e       | 19,06 m     |
| 2003 | Coupe d'Europe des nations en salle | Leipzig           | 3e       | 19,58 m     |
| 2005 | Championnats d'Europe en salle      | Madrid            | 7e       | 19,69 m     |
| 2005 | Universiade                         | Izmir             | 4e       | 19,38 m     |
| 2008 | Jeux olympiques                     | Pékin             | DQ       |             |
| 2011 | Championnats d'Europe en salle      | Paris             | 6e       | 20,19 m     |
| 2011 | Championnats d'Europe par équipes   | Stockholm         | 4e       | 19,49 m     |
| 2012 | Championnats du monde en salle      | Istanbul          | 8e       | 20,10 m     |

### Records
| Épreuve         | Épreuve      | Performance | Lieu   | Date            |
| --------------- | ------------ | ----------- | ------ | --------------- |
| Lancer du poids | En plein air | 21,01 m     | Sotchi | 28 mai 2008     |
| Lancer du poids | En salle     | 20,61 m     | Moscou | 23 février 2013 |